# Монемвасија
Монемвасија (грч. Μονεμβασία Monemvasia) градић је у Грчкој, у области Пелопонеза. Монемвасија припада округа Лаконија у оквиру периферије Пелопонез. По подацима из 2011. године број становника у општини је био 21.942.
Монемвасија је данас позната по добро очуваном старом градском језгру са средњовековном тврђавом, које на списку културне баштине УНЕСКОа.

## Положај
Монемвасија се налази у југоисточном делу Пелопонеза, на 88 километара удаљености југоисточно од Спарте, седишта округа. Од главног града Атине Гитио је удаљен око 170 километара југозападно трајектном везом.
Градић се сместио на западној обали Арголидског залива, дела Егејског мора. Стратешки гледано, положај града на невеликом полустрву у облику стене близу везе Егејског мора са Средоземним је изузетно повољан.

## Историја
Монемвасија је вековима била важна лука и стратешко упориште Лаконије. Због тога је и назива „Гибралтаром истока”. Данас је град више познат као туристичко насеље са добро очуваним старим језгром, које је данас више туристичко одредиште, него „жив град”.

## Становништво
Традиционално становништво Монемвасије су Грци. У последња три пописа кретање становништва било је следеће:
| 1981. | 1991. | 2001. |
| ----- | ----- | ----- |
| 32    | 78    | 90    |

| 2011.  |
| ------ |
| 21.942 |

- Треба приметити да је стари град управно остао у средњовековним границама. Како је данас он више туристичко одредиште и занимљивост, већина старог становништва живи у новом делу на копну, у много већем предграђу.

## Галерија слика
- Поглед на Монемвасију са тврђаве
- Стара улица
- Звоник градске Цркве св. Софије
- Град у зидинама